# العلاقات الصومالية الناوروية
العلاقات الصومالية الناوروية هي العلاقات الثنائية التي تجمع بين الصومال وناورو.

## مقارنة بين البلدين
هذه مقارنة عامة ومرجعية للدولتين:
| وجه المقارنة                                              | الصومال                        | ناورو                          |
| --------------------------------------------------------- | ------------------------------ | ------------------------------ |
| المساحة (كم2)                                             | 637.66 ألف                     | 21                             |
| عدد السكان (نسمة)                                         | 14.74 مليون                    | 10.08 ألف                      |
| الكثافة السكانية (ن./كم²)                                 | 23.12                          | 48.00 ألف                      |
| العاصمة                                                   | مقديشو                         | ضاحية يارين                    |
| اللغة الرسمية                                             | اللغة الصومالية، اللغة العربية | اللغة الناورونية، لغة إنجليزية |
| العملة                                                    | شلن صومالي                     | دولار أسترالي                  |
| الناتج المحلي الإجمالي (بليون دولار)                      | 7.37 مليار                     | 113.88 مليون                   |
| الناتج المحلي الإجمالي (تعادل القوة الشرائية) بليون دولار |                                | 162.98 مليون                   |
| الناتج المحلي الإجمالي الاسمي للفرد دولار أمريكي          | 549                            | 9.83 ألف                       |
| الناتج المحلي الإجمالي للفرد دولار أمريكي                 |                                |                                |
| مؤشر التنمية البشرية                                      |                                |                                |
| رمز المكالمات الدولي                                      | +252                           | +674                           |
| رمز الإنترنت                                              | .so                            | .nr                            |
| المنطقة الزمنية                                           | ت ع م+03:00                    | ت ع م+12:00                    |

## منظمات دولية مشتركة
يشترك البلدان في عضوية مجموعة من المنظمات الدولية، منها:
| علم المنظمة | اسم المنظمة                                 | تاريخ انضمام الصومال | تاريخ انضمام ناورو |
| ----------- | ------------------------------------------- | -------------------- | ------------------ |
|             | يونسكو                                      | 15 نوفمبر 1960       | 17 أكتوبر 1996     |
|             | الاتحاد البريدي العالمي                     | ?                    | ?                  |
|             | منظمة الشرطة الجنائية الدولية               | ?                    | ?                  |
|             | الأمم المتحدة                               | 20 سبتمبر 1960       | 14 سبتمبر 1999     |
|             | الاتحاد الدولي للاتصالات                    | 28 سبتمبر 1962       | 10 يونيو 1969      |
|             | منظمة حظر الأسلحة الكيميائية                | ?                    | ?                  |
|             | مجموعة دول أفريقيا والكاريبي والمحيط الهادئ | ?                    | ?                  |

## وصلات خارجية
- موقع وزارة الخارجية الصومالية